# Aspen Brooks
Aspen Brooks (Canton, Ohio; 19 de agosto de 1997) es una actriz pornográfica transexual estadounidense.

## Biografía
Nació y se crio en la ciudad de Canton, en el condado de Stark de Ohio. Muy joven se trasladó con su familia a Suiza, donde cursó sus estudios básicos en Zúrich. Más tarde regresó a Estados Unidos para cursar estudios superiores.
Comenzó su proceso hormonal a los 16 años de edad. Tras trabajar como barista, a los 18 años ingresó en una escuela de cosmetología. Pese a que quería convertirse en maquilladora y estilista de estrellas, tras entrar en contacto con algunas actrices de la industria pornográfica por Twitter, decidió dar el paso y debutar como actriz transexual en 2016, a los 19 años de edad, rodando su primera escena para la productora Transsensual.
Ha trabajado para productoras como CX WOW, Mile High, Evil Angel, Transsensual, Kink.com, Pure TS, Gender X, Trans Angels, Grooby Productions, Rodnievision o Devil's Film, entre otras.
En 2017 recibió sus dos primeras nominaciones en los Premios AVN en las categorías de Artista transexual del año y a la Mejor escena de sexo transexual por Transsexual Girlfriend Experience 2.
Ha rodado más de 140 películas como actriz.
Algunas películas suyas son I Love A Trans In Uniform, Trannylicious, Transition, Transsexual Mashup 2, TS Babysitters, TS Beauties 2, TS Blondes Have More Fun, TS Factor 3 o TS Girls In Trouble.

## Premios y nominaciones
| Año  | Ceremonia                  | Resultado | Premio                                   | Trabajo                             |
| ---- | -------------------------- | --------- | ---------------------------------------- | ----------------------------------- |
| 2017 | Premios AVN                | Nominada  | Artista transexual del año               | —                                   |
| 2017 | Premios AVN                | Nominada  | Mejor escena de sexo transexual          | Transsexual Girlfriend Experience 2 |
| 2017 | Transgender Erotica Awards | Nominada  | Mejor nueva cara                         | —                                   |
| 2018 | Transgender Erotica Awards | Nominada  | Mejor modelo                             | —                                   |
| 2019 | Premios AVN                | Nominada  | Artista transexual del año               | —                                   |
| 2019 | Premios AVN                | Nominada  | Premio fan: Mejor artista transexual     | —                                   |
| 2019 | Transgender Erotica Awards | Nominada  | Best Hardcore Model                      | —                                   |
| 2019 | Transgender Erotica Awards | Nominada  | Mejor escena chica-chica                 | Aspen Brooks and Kristen Kraves     |
| 2020 | Premios AVN                | Nominada  | Mejor escena de sexo con transexual      | Transfixed 2                        |
| 2020 | Premios XBIZ               | Nominada  | Artista transexual del año               | —                                   |
| 2021 | Premios AVN                | Nominada  | Artista transexual del año               | —                                   |
| 2021 | Premios AVN                | Nominada  | Mejor escena de sexo transexual en grupo | Angels From All Angles              |
| 2021 | Premios XBIZ               | Nominada  | Artista transexual del año               | —                                   |
| 2023 | Premios XBIZ               | Nominada  | Mejor escena de sexo transexual          | Porn Crush 2                        |